# Morillos
Morillos är en ort i Mexiko.   Den ligger i kommunen Ciudad Fernández och delstaten San Luis Potosí, i den centrala delen av landet, 300 km norr om huvudstaden Mexico City. Morillos ligger 1 312 meter över havet och antalet invånare är 326.
Terrängen runt Morillos är lite bergig. Runt Morillos är det ganska glesbefolkat, med 27 invånare per kvadratkilometer. Närmaste större samhälle är Rancho del Puente, 2,9 km öster om Morillos. I omgivningarna runt Morillos växer huvudsakligen savannskog.